# Darius Milhaud
Darius Milhaud, francoski skladatelj in pedagog, * 4. september 1892, Marseille, Francija † 22. junij 1974, Ženeva, Švica.
Milhaud velja za enega pomembnejših francoskih skladateljev 20. stoletja. V svoja dela je vnašal prvine džeza in politonalnosti.

## Življenje
Glasbo je študiral na pariškem konservatoriju. Seznanil se je z Arthurjem Honeggerjem in postal član »skupine šestih« (francosko Les Six). Leta 1925 se je poročil, po letu 1939 je živel z družino v ZDA. Po drugi svetovni vojni so se vrnili v Evropo. Med letoma 1947 in 1971 je deloval kot profesor na pariškem konservatoriju, kjer je vzgojil veliko mladih glasbenikov.

## Delo
Milhaudov opus je raznolik in obsežen. Ustvarjal je opere, balete, korale, otroške pesmi, filmsko glasbo, vokalno glasbo, koncerte, ...
Opere (izbor)
- Ubogi mornar (1927)
- Krištof Kolumb (1928)
- Medeja (1938)
- Bolivar (1943)
- David (1952/1953)